# Diaphragme urogénital
 (décembre 2019).
Si vous disposez d'ouvrages ou d'articles de référence ou si vous connaissez des sites web de qualité traitant du thème abordé ici, merci de compléter l'article en donnant les références utiles à sa vérifiabilité et en les liant à la section « Notes et références ».

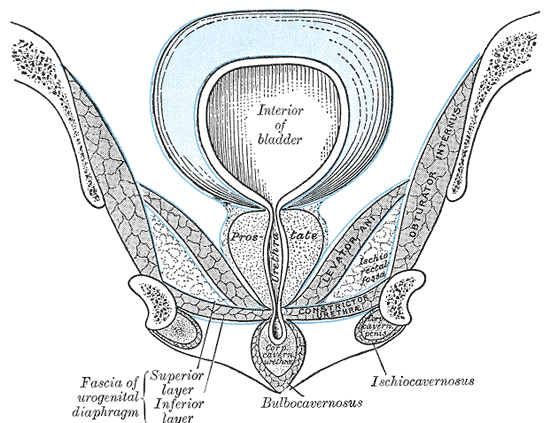
Coupe frontale du pelvis antérieur masculin à travers l'arche pubienne. Vue antérieure

Le diaphragme urogénital (DUG) est constitué du fascia moyen du périnée comprenant, de la superficie à la profondeur : 
- un feuillet inférieur
- un muscle entre les deux feuillets
- un feuillet supérieur

Le tout forme une nappe musculo-faciale qui va s'étendre d'avant en arrière sur la totalité de la cavité pelvienne. Le ligament arqué sous pubien, perforé par le passage de la veine dorsale profonde de la verge, se continue en arrière par le plan du diaphragme urogénital. Ce dernier s'insère sur le centre tendineux du périnée.